# Joe Carr
Joseph Benedict "Joe" Carr, né le 22 février 1922 et décédé le 3 juin 2004, était un golfeur amateur irlandais. Il a notamment remporté à trois reprises le championnat de golf amateur de Grande-Bretagne (1953, 1958 et 1959). Il a remporté au cours de sa carrière 40 tournois amateurs. En novembre 2007, il est introduit au World Golf Hall of Fame.